# 75 î.Hr.

## Decese
- dată necunoscută: Celtill  (n. ?)